# Bodo Baschek
Bodo Baschek (* 24. Juli 1935 in Berlin; † 17. August 2022) war ein deutscher Astronom und einer der führenden Experten in der Analyse von Sternatmosphären. 

## Leben
Bodo Baschek studierte ab 1954 Physik, Mathematik und Astronomie an der Universität Kiel, wo er 1959 bei Albrecht Unsöld mit einer Arbeit über Sternphysik promovierte. In den nächsten Jahren blieb er in Kiel, wo er für zwei Postdoc-Aufenthalte in Pasadena am Caltech (1962–1963) und in Canberra am Mount-Stromlo-Observatorium (1967–1968) beurlaubt wurde. Von 1969 bis zu seiner Emeritierung 2001 war Baschek Professor am Institut für Theoretische Astrophysik an der Universität Heidelberg.
Bekannt wurde er insbesondere für die von Albrecht Unsöld übernommene Herausgeberschaft des Lehrbuchs „Der neue Kosmos: Einführung in die Astronomie und Astrophysik“. Der Asteroid (78429) Baschek ist nach ihm benannt.
Er starb am 17. August 2022 im Alter von 87 Jahren.

## Werke
- Albrecht Unsöld, Bodo Baschek: Der neue Kosmos: Einführung in die Astronomie und Astrophysik. 7., Nachdr. Auflage. Springer Spektrum, 2015, ISBN 978-3-662-45992-8.
- Bodo Baschek: On the influence of surface gravity on UBV colours OG G-type stars. In: Journal of Quantitative Spectroscopy and Radiative Transfer. Band 6, Nr. 5, 1966, S. 701–704, doi:10.1016/0022-4073(66)90057-4.